# Polar Ice

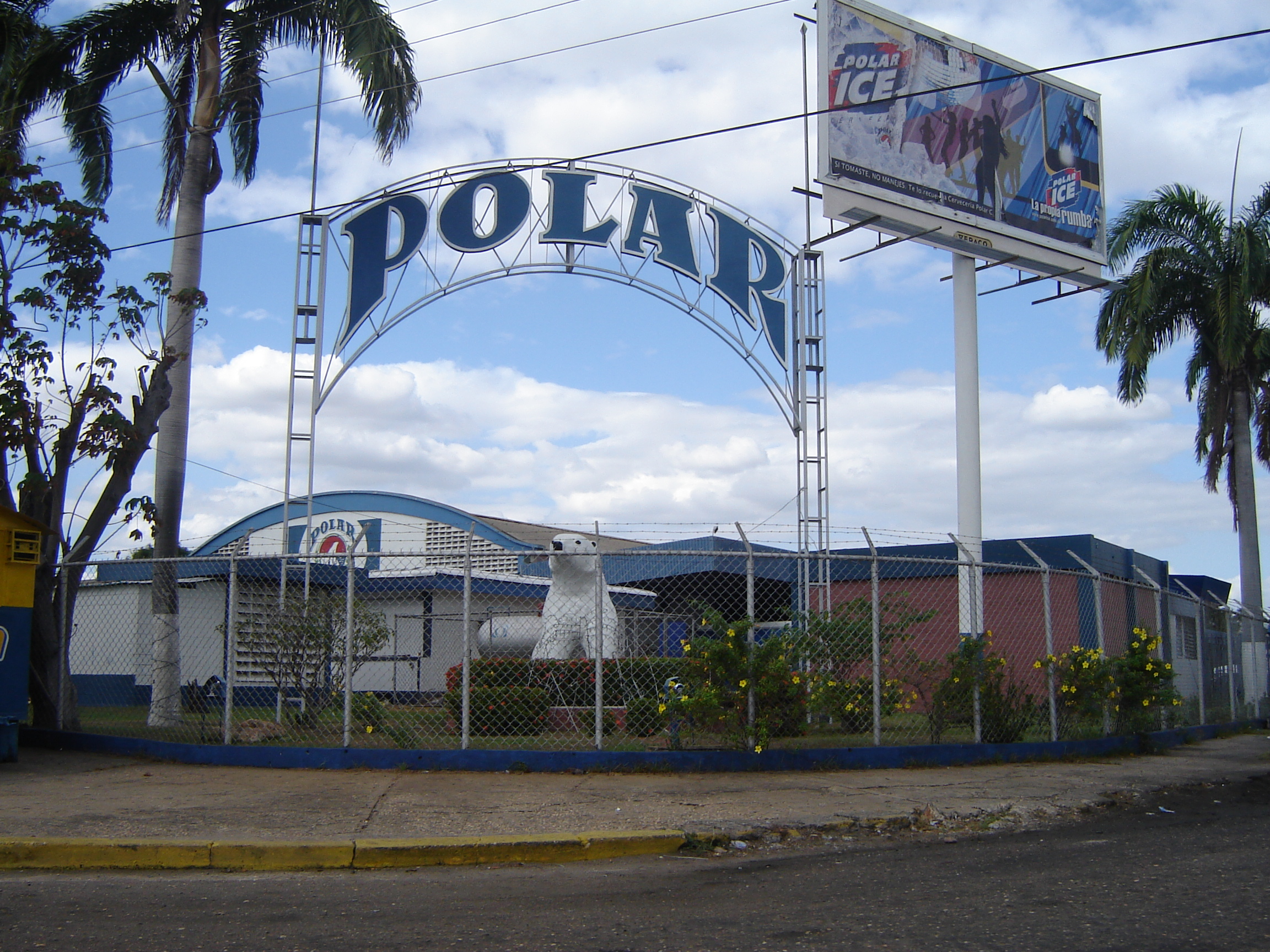
Distribuidora Polar en Ciudad Bolívar.

Polar Ice es una cerveza venezolana de tipo Pilsen ligera o light fabricada por Empresas Polar a través de su división Cervecería Polar.

## Historia
Salió al mercado en 2001 como la segunda cerveza ligera de la Cervecería Polar y en dos años desplazó a la Cerveza Polar también de la misma empresa como la preferida en el mercado venezolano. Se estima que para 2007 domina el 45% del mercado cervecero nacional. Tiene un grado alcohólico de 4,5º. A principios de 2007 desplegó una fuerte campaña publicitaria con el onomatopéyico Pssst, luego de mucho tiempo de espera sin saber a qué producto hacía referencia esa publicidad, la Cervecería Regional sacó un comercial de su malta tomando el mismo Pssst lo que obligó a la Cervecería Polar a adelantar su campaña de intriga y develar la nueva imagen de Polar Ice. Actualmente es comercializada aparte de Venezuela en Aruba, Curazao, Colombia, Portugal y en la Isla de San Martín. Su principal competidor es Solera Light otro producto de la misma compañía. 
Al ser más suave que la cerveza Polar original, su nicho de mercado estaba dirigido mayormente al segmento juvenil. 

## Presentaciones
- Botella retornable o descartable 222 ml y 330 ml
- Botella no retornable 355 ml y 600 ml
- Lata 295 ml y 355 ml
- Sifón 30 litros y 50 litros

## Curiosidades
Sus campañas publicitarias se han caracterizado por ser jocosas, así se tiene que en el año 2002 su spot publicitario fue "No seas agua'o porque si no ¡Ay vale!" haciendo mofa de los productos ligeros de la competencia.
Asimismo, en 2003 se realizó la célebre campaña publicitaria de "César Augusto", haciendo alusión a un joven rumbero cuyo padre se enfada con él y éste responde con una mentira para evadir el asunto. 
Cabe destacar que esta campaña tuvo mucha aceptación por parte del público juvenil a través de la televisión hasta diciembre de 2004, cuando fue sancionada la Ley de Responsabilidad Social en Radio y Televisión que prohíbe expresamente en su artículo 9 la difusión en dichos medios de comerciales que inciten al consumo de bebidas alcohólicas, cigarrillos u otras substancias nocivas para la salud.